# 花园酒店
广州花园酒店（英語：LN Garden Hotel），位于中华人民共和国广东省广州市越秀区淘金中心商业区，为改革开放后共和国引入外资建设的第一批高端酒店，是华南地区唯一一家被评为酒店业最高级别的“白金五星级”飯店，也是第16届广州亚运会的总部酒店。
酒店分酒店大楼和花园大厦两座“Y”字形大楼，占地面积4.8万平方米，建筑面积18万平方米，其中主楼建筑高度为112.15米，层数为32层。酒店前后花园占地2.1万平方米。店徽为广州市花红棉花，和中南航标誌相同。

## 酒店历史
花园酒店由時任全国人大常委会副委员长廖承志，和香港立法会第一位华人议员，希慎興業時任主席利铭泽共同倡导建设，总投资近十亿港币。酒店于1979年开始筹备，由美籍華裔建筑设计大师贝聿铭进行概念设计和绘制草图，貝再亲自点将，由香港建筑设计师司徒惠按照“不仅在全中国是最大的，而且在全世界也列于前十名”的要求设计。时任广州市委书记、曾任国家主席的杨尚昆奠基，並由邓小平亲笔题写店名。1985年8月28日，酒店全面开业。

### 大事記
| 日期       | 事件 |
| ---------- | --- |
| 2008-12-30 | 花园酒店成为第16届亚运会总部饭店。                                                                              |
| 2007-06-18 | 花园酒店被中国国家旅游局星评委正式评为“白金五星级饭店”。                                                        |
| 2005-01-01 | 花园酒店结束中外合作期，全部产权收归广州市政府，其后成为广州岭南商旅集团 （页面存档备份，存于）下属的成员企业。 |
| 1990-07-16 | 花园酒店被中国国家旅游局评为“五星级饭店”，成为中国最早的五星级饭店之一。                                        |
| 1985-08-28 | 广州花园酒店正式开幕。                                                                                          |
| 1984-02-02 | 邓小平为花园酒店亲笔题写了店名。                                                                                |
| 1980-12-26 | 廣州市委書記杨尚昆为花园酒店奠基立石。                                                                          |

## 地理位置
广州花园酒店位于环市东路商业区。距离广州白云国际机场约35公里，往广州火车站约15分钟车程，广州东站约20分钟车程。靠近广州地铁五号线淘金站（A出口），邻近公共汽车站有花园酒店站、白云宾馆站及华乐大厦站。酒店毗邻市内主要旅游景点，包括中山纪念堂、越秀公园等，以及市内各大购物娱乐中心。

## 建築
酒店外形设计由建筑名家贝聿铭着手，这也是生于广州的贝聿铭唯一一次为广州建筑做设计。其为酒店正门设计了独特的圆拱形雨篷，由金属条纵横组成的方格天顶，每个嵌上玻璃砖，在日光和晚灯透过1320块玻璃砖折射下，达到璀璨夺目的效果。
酒店的主体设计由贝后面指定的司徒惠主持，酒店内部设计在延续贝聿铭的现代主义设计风格基础上，司徒惠采用了佛山传统的云石壁画加以点缀。
酒店的大堂设计融合中西文化艺术特色，拥有全国最大的“红楼梦”大理石贴金壁画、“广东水乡风貌”大理石壁画以及其它漆画。大堂正中央天花镶有广东省最大的“金龙戏珠”藻井，仿照中国古代皇宫殿顶而设计。金庸先生曾评价“红楼梦”壁画：“如入大观园、置身荣国府。”酒店的后花园以“天涯若比邻”为主题，面积达1万平方米，有大型壁画、假山瀑布、亭台水榭及草木，别具岭南园林风格特色。
酒店拥有100多个车位，可供小车、中巴、大巴停放。亦設有港澳大巴上车点。

### 设施
花园酒店设有828间客房、800多间公寓和写字楼、10间餐厅和酒吧、10间多功能宴会厅以及一间可容纳1200人或摆设85围宴席的国际会议中心。位于酒店四楼的空中花园配备有健康中心和悦椿Spa。酒店内设有室外游泳池、健身室、桑拿浴室、网球场及壁球室等康樂設施。酒店亦设有停车场、商务中心、购物商场、银行、邮局和票务中心等多项设施。

## 外交机构
四个国家的驻广州总领事馆设置在酒店内，包括：
- 日本国驻广州总领事馆（花园酒店东楼1-3楼）
- 越南社会主义共和国驻广州总领事馆（花园酒店东楼4楼P01）
- 柬埔寨王国驻广州总领事馆（花园酒店东楼804-808室）
- 斯里兰卡民主社会主义共和国驻广州总领事馆（花园酒店M02）

## 名人录
花园酒店曾接待过多位国家元首、政府高官及各界名流：
- 瑞典国王卡尔十六世·古斯塔夫
- 亚奥理事会主席艾哈迈德·法赫德·萨巴赫 （页面存档备份，存于）亲王
- 諾魯共和国总统路德维格·斯考蒂 （页面存档备份，存于）
- 泰国总理阿披实·威差奇瓦
- 法国前总统瓦勒里·季斯卡·德斯坦
- 英国前首相爱德华·希思
- 加拿大前总理皮埃尔·特鲁多
- 澳大利亚前总理鲍勃·霍克
- 日本前首相海部俊树
- 柬埔寨前国家元首诺罗敦·西哈努克亲王
- 英国前外交部大臣玛格丽特·贝克特
- 国际著名俄罗斯歌手维塔斯